# Бей-дю-Норд
Бей-дю-Норд (англ. Bay du Nord River)  — річка на острові Ньюфаундленд в провінції Ньюфаундленд і Лабрадор на сході Канади .

## Географія
Річка протікає в південній частині острова Ньюфаундленд. Починається на вододілі з річкою Терра-Нова за 60 км на південь від міста Гандер, на південний схід від Гранд-Фолс-Уінсор і в 150 км на північний захід від провінційної столиці Сент-Джонс. Площа басейну річки дорівнює 2 895 км². Тече по центральному плато Ньюфаундленду через низку великих озер і озерних ланцюжків. Нижче озера Медоннегонікс береги річки здебільшого покриті лісом, а річка то вільно розливається, то утворює вузькі стромовини. Вражає водоспад Смокі, де води річки утворюють 20 метровий каскад водоспадів, обриваючись в глибоку долину. За чотири кілометрах від гирла річка утворює велику дельту. Впадає в затоку Форчун.

## Рослинний і тваринний світ
Вздовж течії річки зустрічаються озера, болота, північні ліси і великі пустища. У більшій частині своєї течії річка знаходиться у межах екорегіону східних приморських пустищ, в якому представлені як арктичні рослини, так і рослини південного узбережжя Ньюфаундленду. Серед карликової чагарникової рослинності пустищ переважає Kalmia angustifolia на захищених схилах і чорна водянка (Empetrum nigrum) на вершинах. Широкий покрив карликових чагарників перемежовується з лишайниками і «латками» з низькорослої бальзамічний ялиці (Abies balsamea).
Біля гирла річки знаходиться маленька область західно-ньюфаундлендського лісового екорегіону. У цій області переважають бальзамічна ялиця і чорна ялина, в нижньому ярусі — Dryopteris spinulosa. Ця область також містить низку рослин, які не характерні для Ньюфаундленду, як наприклад вільха болотна і трав'янисті болота вздовж річки.
Басейн річки Бей-ду-Норд — місце зимівлі найбільшого на острові стада карібу чисельністю приблизно 15 тисяч тварин, а також місце, де з'являється на світ їх потомство. У заповіднику Бей-дю-Норд мешкають всі різновиди ссавців, характерні для острова, а також найбільше число канадської казарки у східному Ньюфаундленді. Досить велике число орланів гніздиться в районі південного узбережжя. У водах річки водиться форель і атлантичний лосось.

## Геологія
Річка тече через дві континентальні структурні зони гірської системи ньюфаундлендских Аппалачів. Аппалачі утворилися протягом раннього палеозою, коли Північна Америка зіткнулася з Європою та Північної Африкою. Гірський ланцюг розділився близько 120 мільйонів років тому під час утворення Атлантичного океану. Геологічний розлом зазначає лінію зіткнення двох континентів і розділяє дві структурних зони: зону Авалон зі скелями віком понад 600 мільйонів років і зону Гандер зі скелями віком від 355 до 410 мільйонів років. Розлом являє собою долину в 4 км вище гирла Бей-дю-Норд. У світі небагато подібних місць, де можна побачити свідоцтва зіткнення і «зварювання» континентів Північної Америки та Євро-Африки, тому долина має міжнародне геологічне значення.
Свідки заледеніння, такі як ребристі морени, борозенчасте, кам'яні Друмліни і гора Сильвестр, — складова частина ландшафту пустищ. Гора Сильвестр представляє особливий геологічний інтерес, тому що це монаднок, самотня кам'яна скеля, що з'явилася завдяки вивітрюванню навколишніх порід і згодом змінилася під впливом льодовика.

## Історія
Припускають, що ще до появи європейців на острові, річка використовувалася як транспортна артерія для швидкого доступу до віддалених від моря районах. Мікмаки з'явилися тут у XVIII—XIX століттях. Вільям Еп Кармак, знаменитий Ньюфаундлендський дослідник, перетнув річку під час своєї подорожі через Ньюфаундленд у 1822 році. Він дав назву горі Сильвестр в честь свого мікмакського провідника Джо Сильвестра, який описав гору як найбільшу пам'ятку на шляху через острів. Перше європейське поселення з'явилося на берегах річки у 30-ті роки XIX століття. Основним заняттям місцевих жителів було рибальство, пізніше — лісозаготівля.
У 1887 геолог і археолог Джеймс Хоулі став першим європейцем, який проплив по річці від початку і до кінця. Під час його геологорозвідки Центрального Ньюфаундленду, він дійшов пішки до вершини гори Сильвестр і спорудив там велику піраміду з каменів, щоб допомогти в тріангуляції її місця розташування. Піраміда Хоулі дійшла до нашого часу
.
У 2006 році річка була включена в список Системи річок канадської спадщини (англ. Canadian Heritage Rivers)